# Minh Béo
Hồng Quang Minh, hay còn được biết đến với nghệ danh Minh Béo (sinh ngày 27 tháng 12 năm 1977), là một nam diễn viên, người dẫn chương trình, đạo diễn sân khấu người Việt Nam, và người bị kết án tội lạm dụng tình dục trẻ em.

## Tiểu sử
Anh là người Việt gốc Hoa, có quê quán ở Tiền Giang, là con út trong gia đình có 3 người con (anh trai là Hồng Phước Kiên, chị gái là Hồng Thủy Tiên). Anh đã tốt nghiệp khoa diễn xiếc kịch (2005), khoa đạo diễn (2005) trường Cao đẳng Sân khấu Diễn xiếc TPHCM, Đại học Ngoại ngữ Hà Nội (2006). Những vai diễn ấn tượng: Cậu Phước (Số đỏ), Ông già Tàu (Làm gái), Minh nhổ lông vịt (Đêm giao thừa đáng nhớ), Tám búa xua (Mướn chồng)... Ngoài ra, Minh Béo còn là diễn viên của nhiều phim truyền hình (Tội phạm, Lục Vân Tiên, Dưới cờ đại nghĩa, Anh chỉ có mình em...), đạo diễn kịch (Người cùng xóm, Những dòng xoáy, Chế tạo ca sĩ...), MC chương trình Tíc Tắc Tíc Tắc, Ai vào bếp (HTV).
Minh Béo là cựu học sinh trường THPT Nguyễn An Ninh tại quận 10, Tp.HCM và nhà Minh Béo cũng nằm sát ngay vách tường bên hông trường Nguyễn An Ninh.
Vào ngày ngày 24 tháng 3 năm 2016, anh bị bắt và bị tạm giam tại nhà tù Theo Lacy, Quận Cam, California vì những cáo buộc liên quan đến lạm dụng tình dục trẻ em.

## Sự nghiệp

### Album hài đã phát hành
- Nỗi lòng Chàng Béo
- Đêm Giao Thừa Đáng Nhớ
- Anh Biết Anh Không Đẹp Trai

### Hài đã đóng
- Tinh tướng
- Nợ duyên
- Mướn chồng
- Tuyển lựa MC
- Sinh nghề tử nghiệp
- Xin thề giảm nhậu
- Ăn mày tìm con
- Tình người xa xứ
- Huynh đệ thời @
- Dạy con hàng xóm
- Dịch vụ thuê chồng
- Cưới con hay cưới cha
- Thằng vô duyên - phần 3
- Thằng vô duyên - phần 4
- Đêm giao thừa đáng nhớ
- Công ty đào tạo ca sĩ

### Kịch đã đóng
- Số đỏ
- Làm gái
- Ước mơ của bé (phần 1) (vai ba Vĩ Đại)
- Ước mơ của bé (phần 2) (vai ba Vĩ Đại)

### Đạo diễn sân khấu
- Người cùng xóm
- Những dòng xoáy
- Chế tạo ca sĩ

### Dẫn chương trình
- Siêu thị may mắn
- Tíc Tắc Tíc Tắc
- Ai vào bếp
- Lục Lạc vàng
- Quyền Năng Số 10

## Phim

### Phim truyền hình
| Năm  | Tựa phim                                | Vai diễn        | Đạo diễn                                       | Kênh          | Nguồn |
| ---- | --------------------------------------- | --------------- | ---------------------------------------------- | ------------- | ----- |
| 1999 | Cổ tích Việt Nam: Hoàng tử cứu mẹ       | Anh Bán Nhang   |                                                |               |       |
| 2004 | Một chuyến phiêu lưu                    | Bảo Vệ Mập      | Lê Bảo Trung                                   | HTV7          |       |
| 2004 | Lục Vân Tiên                            | Vương Tiểu Đồng | Đỗ Phú Hải - Nguyễn Phương Điền - Lê Bảo Trung | HTV7          |       |
| 2005 | Cổ tích Việt Nam: Người thợ mộc Nam Hoa | Long Vương      |                                                |               |       |
| 2005 | Lẵng hoa tình yêu                       | Anh Đầu Bếp     | Vinh Hương                                     | HTV9          |       |
| 2005 | Xóm cào cào                             | Chủ Tiệm Cầm Đồ | Nguyễn Mỹ Khanh                                | HTV7          |       |
| 2006 | Dưới cờ đại nghĩa                       | Mật Thám        | Nguyễn Tường Phương - Lê Phương Nam            | HTV7          |       |
| 2006 | Anh chỉ có mình em                      |                 | Lê Hữu Lượng                                   | HTV7          |       |
| 2006 | Cái bóng bên chồng                      | Kiên            | Xuân Phước                                     | HTV7          |       |
| 2007 | Ba chàng trai tuổi hợi                  | Ông Đạo         | Nguyễn Mỹ Khanh                                | HTV9          |       |
| 2008 | Đồng hồ cát                             | Thần tình yêu   | Xuân Phước                                     | Let’s Viet    |       |
| 2008 | Một ngày không có em                    | Mập             | Nguyễn Danh Dũng                               | HTV7          |       |
| 2009 | Ký ức mong manh                         | Hải “dớ”        | Đặng Lưu Việt Bảo                              | HTV7          |       |
| 2010 | Mẹ chồng nàng dâu                       | Hai Long        | Đặng Lưu Việt Bảo                              | THVL1         |       |
| 2010 | Vũ điệu tình yêu                        | Mạnh Thông      | Đặng Lưu Việt Bảo                              | HTV7          |       |
| 2010 | Thụy khúc                               | Ông Bình        | Đặng Lưu Việt Bảo                              | HTV7          |       |
| 2011 | Chân tình                               |                 | Đặng Lưu Việt Bảo                              | THVL1         |       |
| 2011 | Chàng ngố                               |                 | Lê Lộc                                         | HTV7          |       |
| 2011 | Quý ông thời đại                        |                 | Đặng Lưu Việt Bảo                              | SCTV14        |       |
| 2011 | Không phải tôi                          |                 | Đặng Lưu Việt Bảo                              | HTV7          |       |
| 2012 | Ông xã vạn tuế                          |                 | Đặng Lưu Việt Bảo                              | THVL1         |       |
| 2012 | Khi yêu đừng nói chia tay               |                 | Trương Dũng                                    | VTV9          |       |
| 2012 | Cô nàng nặng cân                        | Ông Hoàng       | Lê Minh                                        | THVL1         |       |
| 2015 | Lấy chồng Hàn                           |                 | Nguyễn Ngọc Dương                              | SCTV14        |       |
| 2015 | Sát thủ hoa hồng trắng                  |                 | Lê Quang Hưng                                  | SCTV14        |       |
| 2015 | Làm dâu                                 |                 | Văn Công Viễn                                  | VTV Cần Thơ 1 |       |
| 2018 | Chàng béo tào lao chuyện                |                 |                                                |               |       |
| 2018 | Cua nhầm con bóng                       |                 |                                                |               |       |

### Phim điện ảnh
| Năm  | Tựa phim                           | Vai diễn      | Đạo diễn           | Nguồn |
| ---- | ---------------------------------- | ------------- | ------------------ | ----- |
| 2006 | Trưởng giả kén rể (phim Phật giáo) | Béo Đệ        |                    |       |
| 2007 | Võ lâm truyền kỳ                   | Anh Chàng Mập | Lê Bảo Trung       |       |
| 2008 | Phát tài                           | Em            | Lê Bảo Trung       |       |
| 2012 | Giấc mộng giàu sang                |               | Công Hậu           |       |
| 2014 | Bước khẽ đến hạnh phúc             | Minh Béo      | Lưu Trọng Ninh     |       |
| 2015 | Cầu vồng không sắc                 | MC            | Nguyễn Quang Tuyến |       |

### Đóng MV của các ca sĩ
| Năm  | Tựa                              | Ca sĩ             |
| ---- | -------------------------------- | ----------------- |
| 2005 | Đến sau một người                | Phạm Thanh Thảo   |
| 2006 | Đừng Vì Danh Phụ Nghĩa Quên Tình | Nguyên Vũ         |
| 2006 | Đúng Rồi                         | Nguyên Vũ         |
| 2011 | Người tình dễ thương             | Saka Trương Tuyền |

## Giải thưởng
- Giải nhóm hài Minh Béo được yêu thích nhất năm 2002 do câu lạc bộ chiều thứ năm nhà hát Bến Thành tổ chức.
- Giải Nụ cười vàng - diễn viên hài được yêu thích năm 2004 do báo Sâu Khấu Thành phố Hồ Chí Minh tổ chức.
- Giải nhóm hài Minh Béo được yêu thích nhất năm 2004 do sân khấu cười thứ 7 nhà hát Bến Thành tổ chức.[2]
- Huy chương bạc tại giải liên hoan kịch nói toàn quốc năm 2021 do bộ Văn Hóa, Thể Thao và Du Lịch tổ chức.[3]

## Bị bắt giam, truy tố và chịu án tù tại Mỹ
Ngày 18 tháng 3 năm 2016, Minh Béo sang California, Hoa Kỳ biểu diễn theo lời mời của công ty D&D Entertainment do ông Dũng Taylor quản lý. Ngày 24 tháng 3 năm 2016, anh bị bắt và bị tạm giam tại nhà tù Theo Lacy, Quận Cam, California vì những cáo buộc liên quan đến lạm dụng tình dục trẻ em.
Ngày 28 tháng 3 năm 2016, Biện lý Quận Cam, California ra thông cáo báo chí cho biết đã truy tố anh ra Tòa Thượng thẩm California về ba tội danh:
1. Quan hệ tình dục bằng miệng với một nam thiếu niên dưới 18 tuổi;
2. Có hành động dâm ô với trẻ em dưới 14 tuổi;
3. Hẹn hò gặp gỡ với dự tính có hành động dâm ô với trẻ vị thành niên.[8][9][10]

Dự kiến phiên tòa xử Minh Béo sẽ diễn ra tại Central Jail Court ngày 15 tháng 4 năm 2016.
Ngày 30 tháng 3, bà Cát Ngọc, người đại diện Tổng lãnh sự quán Việt Nam tại San Francisco cho biết: "tình hình sức khỏe của Minh Béo nhìn chung ổn định, sức khỏe bình thường, điều kiện ăn ở sinh hoạt trong nhà tù bình thường và anh không phàn nàn gì. Tinh thần của anh Minh có hơi lo lắng nên chúng tôi đã nói với các cán bộ của trại giam. Ngay chiều hôm đó, họ đã hẹn lịch với một bác sĩ khám về tâm thần để gặp anh Minh Béo".
Ngày 16 tháng 4, tại phiên luận tội diễn ra ở Mỹ, diễn viên hài Minh Béo phủ nhận các cáo buộc và không được tòa giảm mức tiền bảo lãnh tại ngoại là một triệu USD. Lần hầu tòa tiếp theo của Minh Béo được ấn định vào ngày 13/5 và phiên sơ thẩm vào ngày 10/6. Luật sư bào chữa cho anh là luật sư Đỗ Phủ (sau này thì anh đổi luật sư mới là luật sư Mia Yamamoto).
Ngày 27 tháng 5, tại phiên điều trần diễn ra tại Mỹ, luật sư bên công tố Bobby Taghavi cho biết đổi ngày xử phiên sơ thẩm từ 10.6 sang 29.6.2016, chánh án Derek Johnson chấp nhận và thông báo đến Minh Béo và luật sư Mia Yamamoto của anh.
Ngày 10 tháng 8, phiên điều trần lần thứ 4 xét xử Minh Béo tiếp tục diễn ra tại tòa thượng thẩm Westminter, Quận Cam, California. Minh Béo đã nhận 2 tội trong số 3 tội bị khởi tố. Cụ thể là tội quan hệ tình dục bằng miệng với một nam thiếu niên dưới 18 tuổi và có hành động dâm ô với trẻ em dưới 14 tuổi. Theo thông cáo báo chí của Công tố viên quận Cam ngày 10 tháng 8, Minh Béo bị đề nghị phạt tù 18 tháng tại nhà tù bang California. Bản án chính thức được tuyên vào ngày 16 tháng 12 năm 2016 với kết quả Minh Béo chỉ bị tù 9 tháng tại nhà tù địa phương của Quận Cam do thỏa thuận của luật sư. Ngày 19 tháng 12 năm 2016, Minh Béo đã được trả tự do. 2 ngày sau, anh chính thức trở về nước.
Cuối năm 2016, tạp chí Time đã thống kê thấy Minh Béo là từ khoá được nhiều người dùng tiếng Việt tìm kiếm nhất trên Google.